# Nestarka bílá
Nestarka bílá (Ageratina altissima; domorodými názvy snakeroot, richweed) je rostlina, vytrvalá bylina, z čeledi hvězdnicovité (Asteraceae), známá také pod starším jménem Eupatorium rugosum. Rostlina je zmiňována v souvislosti se smrtelnými otravami.

## Rozšíření
Druh je původní v Severní Americe. Přirozeně se vyskytuje ve východních a středních oblastech USA a Kanady. V některých jiných oblastech je celkem zřídka pěstován jako okrasná rostlina.

## Taxonomie
Druh Ageratina altissima byl také dříve znám pod názvem Eupatorium rugosum. Rod Eupatorium ale prošel taxonomickou revizí botaniky a některé druhy, jenž byly jeho součástí, byly přesunuty do jiných rodů. Mimo pěstované kultivary jsou také známy dva poddruhy, na počátku 21. století označované Ageratina altissima var. angustata a Ageratina altissima var. roanensis (Appalachian white snakeroot). Tyto poddruhy se morfologicky liší.

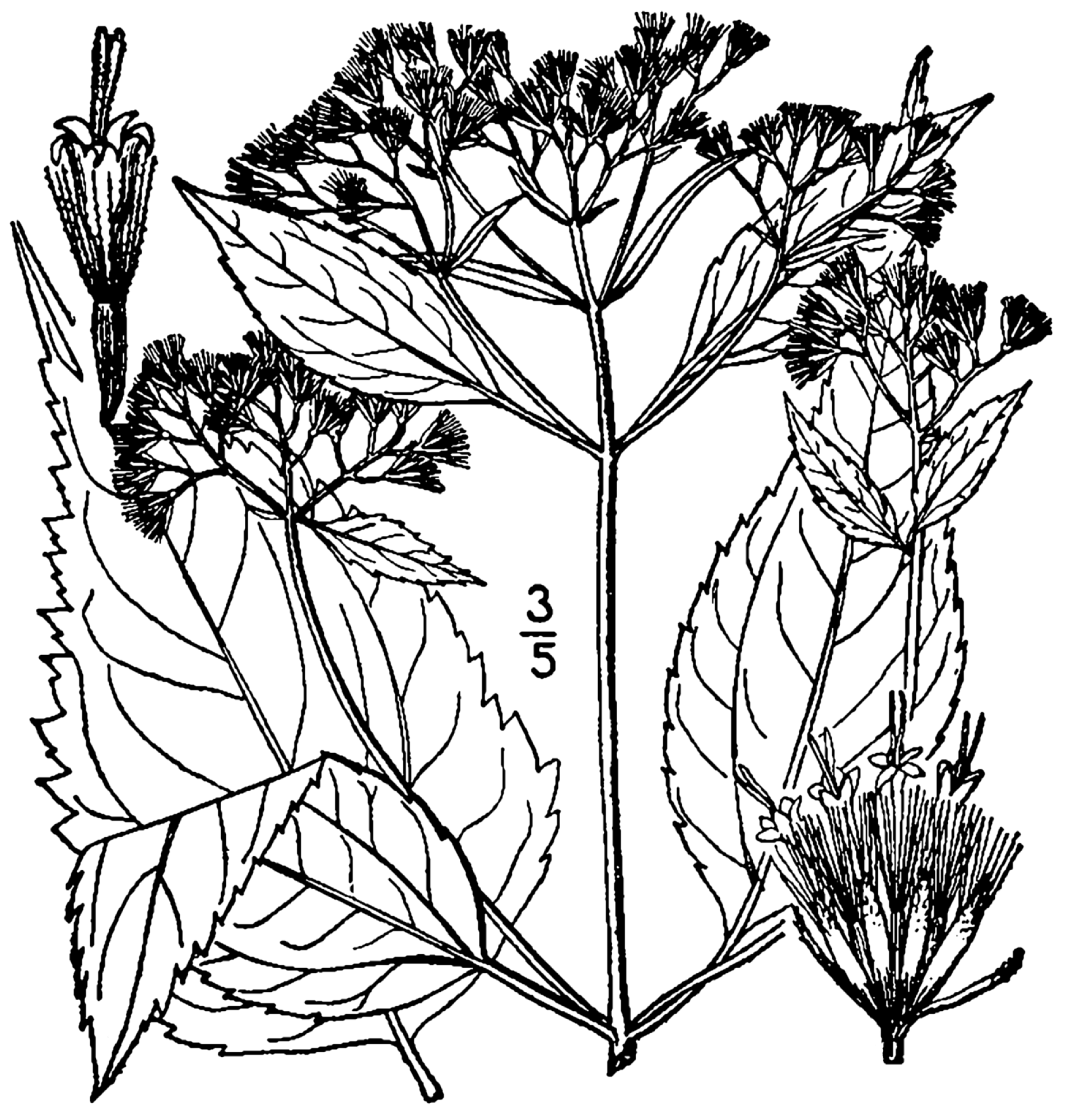
Popisný obrázek.

## Popis
Rostliny jsou vzpřímené nebo někdy vzestupně rostoucí. Dorůstají výšky 1,5 m a tvoří menší keře s jedním nebo několika stonky. V původních lokalitách rostou v lesích a houštinách, kde kvetou od poloviny do konce léta nebo na podzim. Květy jsou čisté bílé barvy. Po odkvětu se tvoří malá semena s chmýřím. Z mateřské rostliny jsou roznášeny větrem. Tento druh je schopen se adaptovat na různé životní podmínky a lze jej nalézt na slunných místech i holých plochách ve stínu. Může být plevelem v živých plotech a přistíněných místech.

## Toxicita
Rostlina obsahuje toxin tremetol (tremeton). Jsou popsány případy, kdy je po spásání dobytkem maso a mléko kontaminováno toxinem. Pokud je mléko nebo maso obsahující toxin konzumováno člověkem, jed působí na člověka. Je-li kontaminovaná potravina konzumována v dostatečně velkém množství, může způsobit tremetol otravu u lidí. Otrava se také nazývá „milk sickness“ (nemoc z mléka), protože lidé jsou otráveni často požitím toxinu v kravském mléku.
V průběhu první poloviny 19. století, když se velký počet evropských Američanů z východu, kteří nebyli seznámeni s nebezpečnou rostlinou, začalo usazovat v blízkosti oblasti přirozeného výskytu na Středozápadě a jinde, jich tisíce zemřelo na otravu mlékem. Tato otrava byla také pravděpodobně příčinou smrti Nancy Hanks Lincolnové, matky Abrahama Lincolna v roce 1818.
Rostliny jsou jedovaté pro koně, kozy a ovce. K známkám otravy u těchto zvířat patří deprese a letargie, umístění zadních nohou těsně vedle sebe (koně, kozy, skot), nebo daleko od sebe (ovce), výtok z nosu, nadměrné slinění, klenuté držení těla, a rychlé a obtížné dýchání. Starší dobytek ale může být bez známek otravy, nicméně kojená dobytčata mohou uhynout na otravu mlékem. Příčiny otrav byly zjištěny v souvislosti s potvrzením pokusů informacemi od ženy z domorodého kmene Šavanů, kmen měl hluboké znalosti působení rostlin.

## Použití
Okrasná rostlina, která je ceněna pro dekorativní listy nebo květenství. Je používána do ve větších skupin, nebo do záhonů.
V ČR je prodáván kultivar rostliny pod názvem Eupatorium rugosum 'Braunlaub' jako vyšší okrasná zelenolistá rostlina vhodná do skupin kvetoucích trvalek. Kultivar, prodávaný pod názvem Eupatorium rugosum 'Chocolate', se pěstuje v zahradách pro tmavě zbarvené listy. Nejtmavší barva, která je přirovnána k tmavé čokoládě, je u rostlin pěstovaných na slunném místě. Kultivary se zbarvenými listy lze použít i jako solitéry nebo jako dominanty do skupin nižších trvalek, kdy také vynikne světelný kontrast při kvetení.
Byla používána jako léčivá bylina.

## Pěstování
Nejlépe rostlina kvete na výsluní, ale snáší polostín a daří se jim nejlépe ve vlhkých živných půdách.